# Emil Männer
Emil Karl Männer – gelegentlich Maenner geschrieben – (* 2. Dezember 1893 in München; † 18. April 1990 in Wien) war ein deutsch-österreichischer Sozialist, Grafiker und Verleger.

## Leben
Der Sohn des Lithografen und Inhabers eines lithographischen Verlags für Kunst und Werbung sowie ab 1907 einer Akzidenzdruckerei in München, Emil Männer, und der Josefine Maria Theresia, geb. Burghart, wuchs in München auf und besuchte unter anderem von 1904 bis 1907 das Münchner Maximiliansgymnasium. Über seine weitere Ausbildung liegen keine Informationen vor. Vermutlich absolvierte er eine Banklehre, denn erwähnt wird eine Tätigkeit als Bankbeamter in München. Er wurde Mitglied der USPD und trat mit Ernst Toller und anderen gegenüber den Kommunisten für eine Zusammenarbeit mit bürgerlichen Kreisen ein. Nach kurzem Militärdienst im letzten Kriegsjahr war er ab November 1918 Mitglied des „Revolutionären Arbeiterrates“, nach der Gründung der Münchner Räterepublik im April 1919 Leiter des „Revolutionären Bankrats für Baiern“ und – unter anderem mit Tobias Akselrod – in der „Wirtschaftskommission“ „Volksbeauftragter für das Finanzwesen“ und 2. Vorsitzender des „Vollzugsrats der Betriebs- und Soldatenräte Münchens“, dem außer ihm Max Levien, Eugen Leviné, Willi Budich unter dem Pseudonym Dietrich und Wilhelm Duske (1883–1944) angehörten. Wegen politischer Meinungsverschiedenheiten mit Levien und Leviné trat er am 26. April 1919 von allen Ämtern zurück. Nach der Niederschlagung der Räterepublik am 2. Mai wurde er am 21. Mai 1919 in Tegernsee verhaftet, konnte sich jedoch – wie auch Max Levien – nach Wien absetzen, während Eugen Leviné vor Gericht gestellt und wegen Hochverrats hingerichtet wurde. Erst 1921 bestätigte die Mutter gegenüber der Münchner Meldebehörde seinen Aufenthalt in Wien.
In Wien war Männer als Gebrauchsgraphiker in einem Atelier in der Gussenbauergasse 5/9 im Alsergrund tätig. 1924 war er zusammen mit der Puppenmacherin und Kostümbildnerin Lotte Pritzel und dem ungarischen Bildhauer und Maler Béni Ferenczy Mitglied im Puppentheater „Der Gong“. Der Kontakt zu beiden Künstlern bestand wohl schon in München: Lotte Pritzel hatte seit etwa 1910 im Kreis der Schwabinger Bohème verkehrt und unter anderem 1913 Arbeiten in ihrem Atelier in der Kaulbachstraße 69 gezeigt; Béni Ferenczy war seit Oktober 1909 unter dem Namen „Benjamin von Ferenczy“ in der Klasse des Bildhauers Balthasar Schmitt an der Münchner Kunstakademie eingeschrieben;  1919 engagierte er sich in der Ungarischen Räterepublik.
Als Gebrauchsgrafiker lieferte Männer Entwürfe zu Kleinplakaten, Anzeigen, Buchumschlägen, Prospekten sowie Ausstattung und Einrichtung moderner illustrierter Zeitschriften und Industrie-Kataloge. Mitte der 1920er bis Mitte der 1930er Jahre entstanden unter anderem Arbeiten für die Firma Dr. Paul Englaender Lack- und Farbenfabriken in Neulengbach und Wien. 1928 bis 1938 war Männer Mitglied im „Bund Österreichischer Gebrauchsgraphiker (BÖG)“.
Auch nach dem Zweiten Weltkrieg zeigte Männer Exponate bei der Ausstellung der Bundes Österreichischer Gebrauchsgraphiker. Beruflich war er nach 1945 im Umfeld der KPÖ aktiv, u. a. als Redakteur des von ihr herausgegebenen „Bauernkalenders“ und des zum Globus-Konzern gehörenden „Kalender-Verlags“. 1954/55 gründete er den Wiener Faksimile-Grafik Verlag „Editio Totius Mundi“, der 1985 verkauft wurde. Unter dem Firmennamen „Erika Grünauer Gesellschaft m.b.H. & Co. KG editio totius mundi - Kunstverlag“ ist er weiterhin in Wien existent.
2011 erwarb die Österreichische Nationalbibliothek einen Teil des grafischen Nachlasses von Emil Männer, darunter Filmplakate und Plakate für Fremdenverkehr und Produktwerbung der 1920er und 1930er Jahre.